# Daniel Penha
Daniel dos Santos Penha (Brasilia, 17 ottobre 1998) è un calciatore brasiliano, centrocampista del Dalian Yingbo in prestito dall'Atlético Mineiro.

## Carriera
Penha è cresciuto nel settore giovanile dell'Atlético Mineiro ed ha debuttato in prima squadra il 9 aprile 2017 nell'incontro del Campionato Mineiro perso 2-1 contro il Caldense. A causa di un infortunio al legamenteo crociato del ginocchio sinistro ha saltato quasi interamente le competizioni nel 2018 ed il 16 gennaio 2019 ha firmato il suo primo contratto professionistico con il club bianconero.
Il 5 ottobre 2019 è stato ceduto in prestito al CRB dove ha disputato due incontri in Série B. Il 13 gennaio 2020, con la stessa formula, è passato al Coimbra, ma a causa dello stop ai campionati a causa della Pandemia di COVID-19 ha giocato solo 6 incontri nel Campionato Mineiro. Nel luglio seguente è andato in prestito al Sampaio Corrêa, dove ha trovato la prima rete in carriera in un incontro del Campionato Maranhense contro la Juventude.
Il 30 ottobre è passato al Corinthians fino al termine dell'anno, ma ha giocato solamente con la formazione Under-23. Nel gennaio del 2021 è stato ceduto in prestito al Bahia e sei mesi dopo con la stessa formula è andato al Confiança con cui ha disputato il campionato di Série B.
Il 20 agosto 2021 ha lasciato il Brasile per la prima volta ed è passato per una stagione al Newcastle Jets in Australia. Titolare nel centrocampo del club rossoblu, ha giocato in totale 25 incontri e segnato 6 reti venendo inserito nella squadra ideale del campionato appena concluso. Il 6 luglio 2022 è stato ceduto in prestito al Daegu in Corea del Sud, ma la sua esperienza è stata segnata dalla rottura del legamento crociato dopo una decina di partite disputate.
Il 19 luglio 2023 ha fatto ritorno in Australia, questa volta con la maglie del Western Utd. Autore di un'ottima stagione dal punto di vista personale, ha realizzato 7 gol in 23 incontri venendo nominato miglior giocatore del club neroverde.
Il 15 luglio è stato ceduto in prestito per la decima volta nell'arco di sei anni, questa volta al Nacional in Portogallo.

## Statistiche

### Presenze e reti nei club
Statistiche aggiornate all'11 novembre 2024.
| Stagione                | Squadra                 | Campionato              | Campionato | Campionato | Coppe nazionali | Coppe nazionali | Coppe nazionali | Coppe continentali | Coppe continentali | Coppe continentali | Altre coppe | Altre coppe | Altre coppe | Totale | Totale | Totale |
| Stagione                | Squadra                 | Comp                    | Pres       | Reti       | Comp            | Pres            | Reti            | Comp               | Pres               | Reti               | Comp        | Pres        | Reti        | Pres   | Reti   |        |
| ----------------------- | ----------------------- | ----------------------- | ---------- | ---------- | --------------- | --------------- | --------------- | ------------------ | ------------------ | ------------------ | ----------- | ----------- | ----------- | ------ | ------ | ------ |
| 2017                    | Atlético Mineiro        | M1/MG+A                 | 1+0        | 0          | CB              | 0               | 0               | -                  | -                  | -                  | -           | -           | -           | 1      | 0      |        |
| 2019                    | Atlético Mineiro        | M1/MG+A                 | 4+0        | 0          | CB              | 0               | 0               | CL+CS              | 0                  | 0                  | -           | -           | -           | 4      | 0      |        |
| Totale Atlético Mineiro | Totale Atlético Mineiro | Totale Atlético Mineiro | 5          | 0          |                 | 0               | 0               |                    | 0                  | 0                  |             | -           | -           | 5      | 0      |        |
| 2019                    | CRB                     | B                       | 2          | 0          | CB              | 0               | 0               | -                  | -                  | -                  | -           | -           | -           | 2      | 0      |        |
| 2020                    | Coimbra                 | M1/MG                   | 6          | 0          |                 | -               | -               | -                  | -                  | -                  | -           | -           | -           | 6      | 0      |        |
| 2020                    | Sampaio Corrêa          | PD/MA+B                 | 4+4        | 1+0        | CB              | 0               | 0               | -                  | -                  | -                  | -           | -           | -           | 8      | 1      |        |
| 2021                    | Bahia                   | PD/BA                   | 11         | 1          | CB              | 0               | 0               | CS                 | 0                  | 0                  | CdN         | 1           | 0           | 12     | 1      |        |
| 2021                    | Confiança               | B                       | 18         | 3          | CB              | 0               | 0               | -                  | -                  | -                  | -           | -           | -           | 18     | 3      |        |
| 2021-2022               | Newcastle Jets          | AL                      | 23         | 4          | CA              | 2               | 2               | -                  | -                  | -                  | -           | -           | -           | 25     | 6      |        |
| 2022                    | Daegu                   | KL                      | 10         | 1          | CC              | 0               | 0               | ACL                | 1                  | 0                  | -           | -           | -           | 11     | 1      |        |
| 2023-2024               | Western Utd             | AL                      | 22         | 7          | CA              | 1               | 0               | -                  | -                  | -                  | -           | -           | -           | 23     | 7      |        |
| 2024-2025               | Nacional                | PL                      | 9          | 1          | CP+CdL          | 1+1             | 0               | -                  | -                  | -                  | -           | -           | -           | 11     | 1      |        |
| Totale carriera         | Totale carriera         | Totale carriera         | 114        | 18         |                 | 5               | 2               |                    | 1                  | 0                  |             | 1           | 0           | 121    | 20     |        |

## Palmarès

### Club

#### Competizioni statali
- Campionato Mineiro: 1

Atlético Mineiro: 2017
- Campionato Maranhense: 1

Sampaio Corrêa: 2020

### Individuale
- Squadra dell'anno di A-League: 1

2021-2022